# نادي فاغوس لكرة السلة للسيدات
نادي فاغوس لكرة السلة للسيدات هو فريق كرة سلة برتغالي للسيدات تأسس في سنة 1994. يلعب في الدوري البرتغالي لكرة السلة للسيدات ونافس في كأس أوروبا لكرة السلة للسيدات.

## الإنجازات
- الدوري البرتغالي لكرة السلة
  - 2010